# Le Klint
 For alternative betydninger, se Le Klint (virksomhed).
Lise Le Charlotte Klint (29. juni 1920 – 2. september 2012 på Tåsinge Plejehjem) var en dansk designer.
Hun var datter af Tage Klint (bror til arkitekten Kaare Klint) og var kun sytten år, da hendes far satte hende i gang med at plissere papirskærme, der var baseret på en idé af farfaren, bygmesteren og arkitekten P.V. Jensen Klint. I 1943 blev firmaet Le Klint A/S oprettet, og Tage Klint opkaldte det efter sin datter. Da Tage Klint døde i 1953, gik firmaet og rettighederne til lampeskærmene i arv til Le Klints bror Jan Klint, som udelukkede sin søster fra det succesrige familiefirma. Hun har i sin selvbiografi, Erindringstråde (1998), beskrevet, hvordan hun nærmest blev lokket til at afgive sin aktiepost i firmaet mod at få en livslang månedlig betaling på 850 kroner før skat. Jan Klint sørgede i 1972 for at stifte en fond, så han var sikker på, at virksomheden kunne fortsætte efter hans død. Jan Klint døde i 1989, hvorefter virksomhedens ledelse overgik til personer uden for Klint-familien.
Sammen med Jørn Utzon gennemførte hun senere en udstilling i Stockholm, som hun selv betragtede som en oprejsning for det skete. Kunstneren Pia Rönicke har desuden skabt en udstilling med titlen Uden et navn, der fortæller om navnet, der blev en klassiker. Den består af foldede papirlamper, en video- og lydinstallation, fotografier, papirmodeller, avisudklip og en diasprojektion og har været udstillet både i Paris og København.
Fra 1946 til 1949 levede hun sammen med forfatteren Peter Weiss. Hun blev senere gift med Sven Axel Folke Palmgren. I sine sidste år boede Le Klint på Tåsinge Plejehjem. Hun blev begravet fra Bregninge Kirke.